# 京田誠一
京田 誠一（きょうだ せいいち、1958年〈昭和33年〉9月29日 - ）は、日本の作曲家、編曲家、キーボーディスト。東京都出身。

## 略歴
杉真理のバックバンド「ザ・ドリーマーズ」のキーボーディストとして、伴奏の他、杉のアルバム曲の編曲を多数手掛ける。
その後、歌謡曲のアレンジを中心に、テレビドラマやアニメなどの劇伴も多数手掛ける。
近年では夏川りみや津軽三味線奏者の上妻宏光など、地域音楽的アーティストの音楽プロデュースの他、海外の二胡や中国琵琶アーティストの楽曲も手掛けている。
並行して、自身のソロプロジェクトやUttara-Kuru (Pacific Moon)、Dream Sound Factory (digibeat)、Ma-Ka (EMI)、XARA (East Planet Records)
、箱根音楽学校 (East Planet Records)などのユニットとしてもアルバム制作を中心に音楽活動を行っている。

## 提供作品

### J-POP・歌謡曲
※特記以外は全て編曲のみの作品
- 井上昌己
  - 「メリー・ローランの島」
  - 「瞳 -まなざし-」
  - 「YELL! -16番目の夏-」
  - 「イヤリングのはずしかた」
  - 「魚座たちの渚」
  - 「ラ・ブートニア」
  - 「アナザーフェイス」
  - 「Merry X'masをあげたい」
  - 「Balancin' Love」
  - 「彼女が泣いた夜」
  - 「恋はLiberty」
  - 「Wish」
  - 「悪いひと -もうひとつのBitter-」
  - 「純心」
  - 「Know One Knows」
  - 「哀しいひと」
  - 「熱愛」

- 歌川二三子
  - 「わたしがあなたぐらいだった頃」＜作曲・編曲＞
  - 「想ひ出」＜作曲・編曲＞

- 小沢亜貴子
  - 「私と太陽」
  - 「胸の振子」

- 神園さやか
  - 「初恋」
  - 「風の思い出」

- 菊池志穂
  - 「きみとぼくのうた」
  - 「ひとりぼっちということ」
  - 「Dream Child」
  - 「朝」
  - 「スカートのポケット」
  - 「今日も明日もいつもの道で」

- 郷ひろみ
  - 「恋はシュミシュミ」＜作曲・編曲＞

- KOTOKO
  - 「赤い玉、青い玉」

- J☆Dee'Z
  - 「No.ニャイン」

- 島崎和歌子
  - 「元気がソレを許さない」
  - 「好きなのに」

- 島みやえい子
  - 「宇宙の花」＜賈鵬芳と共編曲＞
  - 「求道の人」
  - 「秋空の彼方」
  - 「ひかりなでしこ」＜西岡俊明と共編曲＞
  - 「あすなろの木」
  - 「Dhobi Ghat」
  - 「day by day」
  - 「Vermelho -ヴェルメリオ-」

- セイントフォー
  - 「太陽を抱きしめろ」

- ダ・カーポ
  - 「さよならとは言わないで」
  - 「青春のままに」
  - 「君へとつづく道」

- テツandトモ
  - 「遠くをみつめて」

- ともさかりえ
  - 「泣いちゃいそうよ」
  - 「2人」

- 仲間由紀恵
  - 「トゥルー・ラブストーリー ～恋のように僕たちは～」

- 夏川りみ
  - 「涙そうそう」
  - 「あなたの風」
  - 「月桃花」
  - 「鳥よ」
  - 「ナツノキオク」
  - 「童神〜ヤマトグチ〜」
  - 「ファムレウタ（子守唄）」
  - 「愛よ愛よ」
  - 「微笑みにして」
  - 「空のように 海のように」＜作曲・編曲＞
  - 「さようなら ありがとう」
  - 「未来」
  - 「千里を越え」
  - 「ゆりかごのうた」
  - 「心の瞳」
  - 「愛しい子」
  - 「あしたの子守唄」
  - 「夏花の唄」
  - 「月の蛍」＜宮沢和史と共編曲＞

- 乃木坂46
  - 「OVERTURE」＜作曲・編曲＞
  - 「海流の島よ」
  - 「ここじゃないどこか」
  - 「サイコキネシスの可能性」
  - 「何もできずにそばにいる」
  - 「あの日 僕は咄嗟に嘘をついた」
  - 「いつかできるから今日できる」＜Akira Sunsetと共作曲・共編曲＞

- 堀江由衣
  - 「この指とまれ」
  - 「心のカギ」

### アニメ
※特記以外は全て編曲のみの作品
- 超人ロック（1984年）
  - 「星のセレナーデ」（歌：森田由美恵）
  - 「Love is in my heart ~愛の戦士~」（歌：荒川務）
  - 「WILL」（歌：荒川務・森田由美恵）

- ドラゴンボール（1986年）
  - 「Mr.ドリームを探せ」（歌：橋本潮）
  - 「青き旅人たち」（歌：高橋洋樹）
  - 「不思議ワンダーランド」（歌：Wonderland Gang）
  - 「ウルフハリケーン」（歌：古谷徹）
  - 「めざせ天下一」（歌：高橋洋樹）
  - 「ドラゴンボール伝説」（歌：高橋洋樹）

- オズの魔法使い（1986年）
  - 「ファンシーガール」（歌：山野さと子）
  - 「魔法のクレヨン」（歌：大杉久美子、大杉恵麻）

- キン肉マン（1986年）
  - 「キン肉マン旋風（センセーション）」（歌：串田アキラ）
  - 「キン肉マン倶楽部」（歌：神谷明）
  - 「グッドラック ライバル」（歌：神谷明）
  - 「燃えるチャンピオンキン肉マン」（歌：神谷明）

- 装鬼兵M.D.ガイスト（1986年）
  - 「非情のソルジャー」（歌：影山ヒロノブ）
  - 「炎のバイオレンス」（歌：影山ヒロノブ）

- 妖獣都市（1987年）
  - 「IT'S NOT EASY」（歌：当山ひとみ）
  - 「HOLD ME IN THE SHADOW」（歌：当山ひとみ）

- 湘南爆走族Ⅲ　10オンスの絆（1987年）
  - 「汗のモノローグ」（歌：影山ヒロノブ）
  - 「10オンスのバイブル」（歌：影山ヒロノブ）
- つるピカハゲ丸（1988年）
  - 「つるピカハゲ丸倶楽部」（歌：つかせのりこ）
  - 「オイラ ハゲ丸」（歌：つかせのりこ）

- どんどんドメルとロン（1988年）
  - 「Fly away -夢の飛行機-」（歌：堀江美都子）
  - 「GO!GO!マイフレンド」（歌：堀江美都子）

- 燃えろ!トップストライカー（1991年）
  - 「ドリーム・ストライカー」（歌：島崎和歌子）
  - 「ストラニエーロ〜異邦人〜」（歌：島崎和歌子）
- 1月にはChristmas（1991年）
  - 「冬のないカレンダー」（歌：岡崎律子）
  - 「夜明けの青いソファー」（歌：岡崎律子）
  - 「祈るように君を抱く」（歌：比山貴咏史）

- 美少女戦士セーラームーンR（1993年）
  - 「乙女のポリシー」（歌：石田よう子）
  - 「好きと言って」（歌：石田よう子）
  - 「同じ涙を分け合って」（歌：久川綾）
  - 「STAR LIGHTにキスして」（歌：篠原恵美）
  - 「恋人にはなれないけど」（歌：久川綾）
  - 「忘れるために恋をしないで」（歌：篠原恵美）
  - 「せつなくていい」（歌：深見梨加）

- 美少女戦士セーラームーンS（1994年）
  - 「運命は美しく」（歌：勝生真沙子）
  - 「夢をいじめないで」（歌：荒木香恵）

- 誕生 〜Debut〜（1994年）
  - 「わたしを自慢に思って」（歌：冨永みーな・笠原弘子・かないみか）
  - 「サヨナラに触れない」（歌：冨永みーな・笠原弘子・かないみか）
  - 「想い出の足あと」（歌：冨永みーな）
  - 「恋のちから」（歌：かないみか）
  - 「だから私がいる」（歌：笠原弘子）
- 怪盗セイント・テール（1995年）
  - 「純心」（歌：井上昌己）

- バケツでごはん（1996年）
  - 「あなたのハート揺さぶって」（歌：山本綾）＜作曲・編曲＞
- マスターモスキートン'99（1997年）
  - 「地図にない未来」（歌：今井由香）

- ビーストウォーズII 超生命体トランスフォーマー（1998年）
  - 「夢のいる場所」（歌：米屋純）

- グランダー武蔵RV（1998年）
  - 「キミに負けないように」（歌：山野さと子）

- クイーン・エメラルダス（1998年）
  - 「A Sense of Revenge」（歌：りりィ）

- CG版ビーストウォーズ 激突！ビースト戦士（1998年）
  - 「HELLO! タフネス」（歌：勝誠二、石動拳三）

- CG版ビーストウォーズメタルス（1998年）
  - 「始まりの唄」（歌：勝誠二、石動拳三）
  - 「果てしないこの宇宙（SORA）へ」（歌：勝誠二、石動拳三）

- ビーストウォーズメタルス 超生命体トランスフォーマー（1999年）
  - 「千年のソルジャー」（歌：影山ヒロノブ）
- ぐるぐるタウンはなまるくん（1999年）
  - 「世界中が宝物」（歌：石川ひとみ）
  - 「不思議を探そう」（歌：堀江美都子）

- 電脳冒険記ウェブダイバー（2001年）
  - 「TOGETHER」（歌：KATSUMI）
  - 「See you again」（歌：KATSUMI）
- ジャングルはいつもハレのちグゥ (2001年）
  - 「LOVE☆トロピカーナ」（歌：Sister MAYO)
- ジャングルはいつもハレのちグゥ デラックス（2002年）
  - 「LOVE☆トロピカーナ デラックス」（歌：Sister MAYO)
- ジャングルはいつもハレのちグゥ FINAL（2003年）
  - 「LOVE☆トロピカーナ ファイナル」（歌：Sister MAYO with ファイナル隊）

- ドラえもん（2005年）
  - 「ハグしちゃお」（歌：夏川りみ）

- こてんこてんこ（2005年）
  - 「いっしょに唄おう!」（歌：小枝）

- ぽかぽか森のラスカル（2006年）
  - 「だいすき!ラスカル」（歌：石川ひとみ）
  - 「ぼうけん日和」（歌：ASAKO）

- ぷるるんっ!しずくちゃん（2006年）
  - 「ぷるるんっ!しずくちゃん」（歌：Sister MAYO with D.D.S）

- ポルフィの長い旅（2008年）
  - 「君へと続く道」（歌：ダ・カーポ）

- ドラゴンボール改（2009年）
  - 「Dragon Soul」（歌：谷本貴義）
  - 「Yeah! Break! Care! Break!」（歌：谷本貴義）

### 特撮
※全曲編曲のみの作品
スーパー戦隊シリーズ
- 超力戦隊オーレンジャー（1995年）
  - 「虹色クリスタルスカイ」（歌：速水けんたろう）
  - 「超力合体!!オーレンジャーロボ」（歌：速水けんたろう）
  - 「アクション!オーレンジャー」（歌：速水けんたろう）
  - 「真っ赤な闘魂!レッドパンチャー!!」（歌：影山ヒロノブ）
  - 「オーレンジャー・スピリット」（歌：速水けんたろう）

- 爆竜戦隊アバレンジャー（2003年）
  - 「爆竜戦隊アバレンジャー」（歌：遠藤正明）
  - 「We are the ONE〜僕らはひとつ〜」（歌：串田アキラ）

- 特捜戦隊デカレンジャー（2004年）
  - 「特捜戦隊デカレンジャー」（歌：サイキックラバー）

- 魔法戦隊マジレンジャー（2005年）
  - 「魔法戦隊マジレンジャー」（歌：岩崎貴文）

- 轟轟戦隊ボウケンジャー（2006年）
  - 「轟轟戦隊ボウケンジャー」（歌：NoB）

- 獣拳戦隊ゲキレンジャー（2007年）
  - 「獣拳戦隊ゲキレンジャー」（歌：谷本貴義）
  - 「過激気!」（歌：MIQ）

ウルトラシリーズ
- ウルトラマンティガ&ウルトラマンダイナ 光の星の戦士たち（1998年）
  - 「SHININ' ON LOVE」（歌：影山ヒロノブ&前田達也）

- ウルトラマンコスモス（2001年）
  - 「ウルトラマンコスモス〜君にできるなにか」（歌：Project DMM）
  - 「光の伝説」（歌：Project DMM）

- ウルトラマンメビウス（2006年）
  - 「ウルトラマンメビウス」（歌：Project DMM）
  - 「未来」（歌：KIYOSHI）

その他
- じゃあまん探偵団 魔隣組（1988年）
  - 「クエスチョンの冒険」（歌：Waffle）
  - 「憧れミステリー」（歌：Waffle）

- 七星闘神ガイファード（1996年）
  - 「Befriend」（歌：渋谷琴乃）

- 美少女戦士セーラームーン（2003年）
  - 「キラリ☆セーラードリーム!」（歌：小枝）

- 超神ネイガー（2006年）
  - 「豪石!超神ネイガー〜見だがおめだぢ〜」（歌：水木一郎）
  - 「遠い風の中で」（歌：水木一郎）
- 灰鷹のサイケデリカ（2016年）
  - 「Vermelho-ヴェルメリオ-」（歌：島みやえい子）

### 器楽曲
- 上妻宏光（津軽三味線）
  - 「AGATSUMA」＜1stアルバム。全10曲中5曲を編曲＞
  - 「BEAMS AGATSUMA II」＜2ndアルバム。全10曲を編曲。＞
  - 「Beyond」＜4thアルバム。全10曲中2曲を編曲。＞

- き乃はち（尺八）
  - 「宙 -Sora-」＜1stアルバム。全10曲を編曲。内3曲は作曲作品。＞
  - 「粋 -Iki-」＜2ndアルバム。全11曲を編曲。内2曲は作曲作品。＞

## 音楽担当作品
アニメ
- ザ・ハード BOUNTY HUNTER（1989年）
- 誕生 〜Debut〜（1994年）
- バケツでごはん（1996年）

ドラマ
- さすらい刑事旅情編（1990年 〜 1995年）
- 風の刑事・東京発!（1995年 〜 1996年）

ゲーム
- メタルスレイダーグローリー（1991年）

映画
- NOBODY（1994年）

ビデオ
- クライムハンターシリーズ（1989年 〜 1990年）
- サニー・ゲッツ・ブルー（1991年）
- スロッピィ・ジョウ&ハートブレイク・カンパニー（1992年）

テレビ番組
- 朝一番天気!あさ天（1991年 〜 1996年）